# Stepanje
Stepanje (Servisch cyrillisch: Степање) is een plaats in de Servische gemeente Lajkovac. De plaats telt 486 inwoners (2002).